# Finale du Championnat d'Europe de football 1968
La finale du championnat d'Europe de football 1968 voit s'affronter l'équipe d'Italie contre celle de Yougoslavie. Les Italiens remportent la troisième édition du Championnat d'Europe de football en battant la Yougoslavie 2-0 lors de la finale rejouée après une première finale terminée sur un score nul après prolongation (1-1).

## Avant-finale
Les Italiens affrontent l'Union soviétique en demi-finale et la rencontre se solde sur un score de 0-0 après prolongation. Un tirage au sort effectué pour désigner le finaliste qualifie le pays hôte. Dans l'autre demi-finale les Yougoslaves battent les Anglais.

## Finale

### Résumé du match
Le match, assez décevant dans le jeu, est dominé par les Yougoslaves. Si Džajić parvient à ouvrir le score, les exploits du gardien de but italien Dino Zoff maintiennent le suspense, jusqu'à l'égalisation sur coup franc de Domenghini à dix minutes de la fin. La prolongation ne change rien, la finale se termine sur un score nul (1-1) et doit être rejouée. Ce sera la dernière rencontre et la seule finale d'un Euro rejouée.

### Feuille de match
| Titulaires : |  |
| |  |
| Dino Zoff Pietro Anastasi Tarcisio Burgnich Ernesto Castano Angelo Domenghini Giacinto Facchetti Giorgio Ferrini Antonio Juliano Aristide Guarneri Pierino Prati Giovanni Lodetti |  |
| Entraîneur : |  |
| Ferruccio Valcareggi |  |

| Titulaires : |  |
| |  |
| Ilja Pantelic Mirsad Fazlagić Milan Damjanovic Blagoje Paunovic Dragan Holcer Ilija Petković Jovan Acimovic Vahidin Musemic Dragan Džajić Miroslav Pavlovic Dobrivoje Trivic |  |
| Entraîneur : |  |
| Rajko Mitic |  |

| Titulaires : |  |
| |  |
| Dino Zoff Pietro Anastasi Tarcisio Burgnich Ernesto Castano Angelo Domenghini Giacinto Facchetti Giorgio Ferrini Antonio Juliano Aristide Guarneri Pierino Prati Giovanni Lodetti |  |
| Entraîneur : |  |
| Ferruccio Valcareggi |  |

| Titulaires : |  |
| |  |
| Ilja Pantelic Mirsad Fazlagić Milan Damjanovic Blagoje Paunovic Dragan Holcer Ilija Petković Jovan Acimovic Vahidin Musemic Dragan Džajić Miroslav Pavlovic Dobrivoje Trivic |  |
| Entraîneur : |  |
| Rajko Mitic |  |

## Finale rejouée

### Résumé du match
L'Italie remporte le titre à domicile à l'issue de la seconde finale. Les Italiens, plus frais et renforcés par le retour de Mazzola, s'imposent logiquement (2-0). Džajić est élu meilleur joueur du tournoi.

### Feuille de match
| Titulaires : |  |
| |  |
| Dino Zoff Pietro Anastasi Tarcisio Burgnich Giancarlo De Sisti Angelo Domenghini Giacinto Facchetti Giorgio Ferrini Roberto Rosato Aristide Guarneri Alessandro Salvadore Luigi Riva |  |
| Entraîneur : |  |
| Ferruccio Valcareggi |  |

| Titulaires : |  |
| |  |
| Ilja Pantelic Mirsad Fazlagić Milan Damjanovic Blagoje Paunovic Dragan Holcer Idriz Hosic Jovan Acimovic Vahidin Musemic Dragan Džajić Miroslav Pavlovic Dobrivoje Trivic |  |
| Entraîneur : |  |
| Rajko Mitic |  |

| Titulaires : |  |
| |  |
| Dino Zoff Pietro Anastasi Tarcisio Burgnich Giancarlo De Sisti Angelo Domenghini Giacinto Facchetti Giorgio Ferrini Roberto Rosato Aristide Guarneri Alessandro Salvadore Luigi Riva |  |
| Entraîneur : |  |
| Ferruccio Valcareggi |  |

| Titulaires : |  |
| |  |
| Ilja Pantelic Mirsad Fazlagić Milan Damjanovic Blagoje Paunovic Dragan Holcer Idriz Hosic Jovan Acimovic Vahidin Musemic Dragan Džajić Miroslav Pavlovic Dobrivoje Trivic |  |
| Entraîneur : |  |
| Rajko Mitic |  |